# Пат Кеш
Патрик Харт „Пат“ Кеш (на английски: Patrick Hart „Pat“ Cash) е австралийски тенисист. 

## Биография
Патрик Харт Кеш е роден на 27 май 1965 г. в Мелбърн, Австралия.

## Кариера
През 1987 г. печели Уимбълдън на сингъл. С отбора на Австралия е двукратен носител на Купа Дейвис през 1983 и 1986 г.
През 1981 г. на 16-годишна възраст оглавява световната ранглиста при юношите, а през 1982 печели юношеските издания на Уимбълдън и Откритото първенство на САЩ. С победата си над шведския тенисист Йоаким Нистрьом през 1983, когато Австралия побеждава Швеция с 3-2 Пат Кеш става най-младия играч печелил Купа Дейвис. В кариерата си достига и до два поредни финала на Откритото първенство на Австралия (1987 и 1988), но отстъпва в петсетови мачове. След 1990 г. е преследван от многобройни контузии в коленете и гърба и губи позиции в световната ранглиста.
Най-големите си успехи постига на тревни кортове. Известен е с факта, че дълги години играе с карирана черно-бяла лента за глава, която се превръща в негова запазена марка.
След оттеглянето си от активна състезателна дейност Пат Кеш се занимава предимно с журналистика, изявява се в магазинното предаване на CNN „Open Court“ и като телевизионен коментатор в BBC. Участва в различни благотворителни и природозащитни прояви.
Кеш известно време е треньор на топ-състезателите Грег Руседски и Марк Филипусис. Открива няколко тенис академии в Голд Коуст, тайландския остров Самуи и на Карибските острови. Взима участие в редица турнири по тенис за ветерани. Понастоящем той е единственият тенисист, който печели Уимбълдън при юношите, мъжете и ветераните.

## Кариерна статистика

#### Титли отГолям шлем(1)
| година | турнир    | съперник    | резултат           |
| ------ | --------- | ----------- | ------------------ |
| 1987   | Уимбълдън | Иван Лендъл | 7–6(7-5), 6–2, 7–5 |

#### Финали на турнири отГолям шлем(2)
| година | турнир       | съперник      | резултат                     |
| ------ | ------------ | ------------- | ---------------------------- |
| 1987   | ОП Австралия | Стефан Едберг | 3–6, 4–6, 6–3, 7–5, 3–6      |
| 1988   | ОП Австралия | Матс Виландер | 6–3, 6–7(3–7), 3–6, 6–1, 8–6 |

### ATP финали на сингъл (6 титли; 11 финала)
|        | П–З | Година | Турнир            | Клас           | Настилка   | Опонент       | Резултат                     |
| ------ | --- | ------ | ----------------- | -------------- | ---------- | ------------- | ---------------------------- |
| Победа | 1–0 | 1982   | Мелбърн Аутдор    | Гран При       | Трева      | Род Фроули    | 6–4, 7–6                     |
| Победа | 2–0 | 1983   | Мазда Класик      | Гран При       | Килим (з)  | Пол Макнами   | 4–6, 6–4, 6–3                |
| Загуба | 2–1 | 1984   | Мелбърн Аутдор    | Гран При       | Килим (з)  | Мат Мичъл     | 4–6, 6–3, 2–6                |
| Загуба | 2–2 | 1987   | ОП Австралия      | Голям шлем     | Трева      | Стефан Едберг | 3–6, 4–6, 6–3, 7–5, 3–6      |
| Победа | 3–2 | 1987   | Лорейн Оупън      | Гран При       | Килим (з)  | Уоли Масур    | 6–2, 6–3                     |
| Победа | 4–2 | 1987   | Уимбълдън         | Голям шлем     | Трева      | Иван Лендъл   | 7–6(7–5), 6–2, 7–5           |
| Загуба | 4–3 | 1987   | Австралия Индор   | Гран При       | Твърда (з) | Иван Лендъл   | 4–6, 2–6, 4–6                |
| Победа | 5–3 | 1987   | Южна Африка Оупън | Гран Гри       | Твърда (з) | Брад Гилбърт  | 7–6(9–7), 4–6, 2–6, 6–0, 6–1 |
| Загуба | 5–4 | 1988   | ОП Австралия      | Голям шлем     | Твърда     | Матс Виландер | 3–6, 7–6(7–3), 6–3, 1–6, 6–8 |
| Загуба | 5–5 | 1990   | Южна Корея Оупън  | Световни серии | Твърда     | Алекс Антонич | 6–7(2–7), 3–6                |
| Победа | 6–5 | 1990   | Хонконг Оупън     | Световни серии | Твърда     | Алекс Антонич | 6–3, 6–4                     |

### Загубени финали на двойки в турнири от Големия шлем (2)
| година | турнир    | партньор        | съперници                   | резултат                |
| ------ | --------- | --------------- | --------------------------- | ----------------------- |
| 1984   | Уимбълдън | Пол Макнейми    | Джон Макенроу Питър Флеминг | 2–6, 7–6, 2–6, 6–3, 3–6 |
| 1985   | Уимбълдън | Джон Фицджералд | Хайнц Гюнтхарт Балаж Тароци | 4–6, 3–6, 6–3, 3–6      |